# Крижевци
Крижевци (на хърватски: Križevci; на унгарски: Kőrös; на немски: Kreutz; на латински: Crisium) е град в северна Хърватия, втория по големина град в Копривнишко-крижевска жупания след Копривница.

## Общи сведения
Крижевци се намира на 69 км североизточно от Загреб и на 30 км североизточно от Копривница.
През града преминават жп пътят Загреб-Будапеща и автомобилни пътища, свързващи го с Вараждин, Загреб, Копривница, Беловар и Върбовец.
В Крижевци са развити основно хранително-вкусовата и металообработващата промишленост.

## История
За първи път на това място се споменава селище под името Горни Крижевац през 1193 г. През 1252 г. крал Бела IV му дава статус на кралски град. От средата на XIII в. тук се провеждат Хърватските събори, на които се събират представители на хърватски знатни фамилии. През 1395 г. съборът получава името „Кървав“, защото по време на провеждането му привържениците на крал Сигизмунд Люксембургски убиват бан Стефан Лакович, поддръжник на неговия противник Ладислав Анжуйски.
Съседното селище Долен Крижевац се развива с малко по-бавни темпове и получава статус на град през 1405 г. Двете градчета са самостоятелни до XVIII в., когато в 1752 г. императрица Мария Терезия ги обединява в един град със специален указ. Затова и името е Крижевци (мн.ч. на Крижевац).
Крижевци е резиденция на хърватския епископ на източнокатолиците в Хърватия от 1789 г. Сред източните католици в Крижевската епархия освен хървати има също сърби, украинци и руснаци.

## Население
Населението на Крижевци според преброяването от 2011 г. е 21 122 души в цялата община заедно с прилежащите села и 11 231 жители в самия град. Абсолютно мнозинство са хърватите с 96,6% докато сърбите, живеещи в града, са 2,1% от общия брой на населението.